# High Speed Boyz
High Speed Boy（ハイ・スピード・ボーイ）は、日本のロックバンド。
2008年に東京で結成された。所属レコードレーベルはビクターエンタテインメント傘下のfreedom records。業務提携事務所はエドワード・エンターテインメント・グループ。
バンド名の意味は、「夢に向かって走る男たち」であるが、JINのオフィシャルTwitterで、「High Speed Boyzとは概念である」とも発言している。旧名はHigh Speed Boyzである。

## メンバー
- JIN（ジン）

## 元メンバー
- JUNCHI（ギター）
- MICHAEL（ギター）
- KENSUKE（ベース）
- YUSUKE（ドラムス）

## 概要
2008年1月、元CHILD（ex.CHILD HOOD'S END）・indigo7のJIN、MICHAEL（mar）、YUSUKE（安東祐介）を中心に結成。
2009年8月19日のメジャー・デビューに先駆け、6月10日に着うた「BAD CITY」を先行配信。
だが、2009年7月30日、デビュー曲を違う楽曲に差し替え、リリース日を9月9日に変更することが発表された。これはデビュー直前に一部のメディアに「JINがGReeeeNのボーカルHIDEの実兄である」「JINがGReeeeNのプロデュースも行なっている」という情報を取り上げられ、“GReeeeNのプロデューサーがデビュー”と大々的に報道されたことが影響している。
前述の事実を公表するつもりはなかったというスタッフサイドとバンドの意向で、CDデビューに向けプロモーション戦略が変更された。具体的には、1曲目に収録される楽曲を新曲「CHILDHOOD'S END」に差し替え、本来メイン楽曲にする予定であった「BAD CITY」を2曲目に収録するというものだった。
2009年9月、レコードメーカー各社争奪戦の末、ビクターエンタテインメント内のレーベル「freedom records」より「CHILDHOOD'S END/BAD CITY」でメジャーデビュー。
現在のHighSpeedBoyzは通常のバンド形体から形を変え、JINとJINの持つギターの「スタンド」としてCGキャラクター“Sun Forever”がボーカルとして活動している。
2014年4月6日、六本木EX THEATERで行われたイベント「二重スリット実験」にて、サポートミュージシャンとCGキャラクター“Sun Forever”を新メンバーの形でデビュー以来初となる公式ライブを行い4年ぶりに活動を再開。
同年10月、公式サイト High Speed Boyz inc. にて1stアルバム『are u docono Softpunk!?』から4年ぶりの新曲「SARB」を発表。
1月3日、HighSpeedBoyz公式アプリ「HSB」をGoogle PlayとApp Storeよりリリース。今後の活動はこのアプリを中心に活動すると見られる。

## 略歴
- 2008年
  - 1月、結成。
- 2009年
  - 6月10日、「BAD CITY」を着うたにて先行配信。6月25日付のレコチョクデイリーランキングで4位にランクイン。
  - 7月30日、上記により、デビュー曲を「CHILDHOOD'S END」に差し替え、「BAD CITY」を2曲目に収録し、リリース日を9月9日に変更することを発表。
  - 9月7日、TOKYO FM『やまだひさしのラジアンリミテッドDX』にてメディア初出演となるラジオ出演をする。
  - 9月9日、メジャーデビュー。
  - 10月21日、2枚目のシングル「LONELY NIGHT」を発売。
  - 12月1日、フジテレビ系『めざましテレビ』に初登場し、メンバー全員でのインタビュー映像や新作PVを公開し、地上波に姿を現す。
  - 12月9日、3枚目のシングル「叶えたい夢がある 〜4EVER BOYZ AND GIRLZ SPIRIT〜」を発売。
  - 12月13日、NHK総合『MUSIC JAPAN』にてテレビ初パフォーマンスを披露。
- 2010年
  - 5月26日、映画『リアル鬼ごっこ2』の主題歌に決定した「△」が配信限定で発売。この曲は映画タイアップ書き下ろしであり、High Speed Boyzにとって映画とのコラボレーション初楽曲となる。
  - 7月7日、1stアルバム『are u docono Softpunk!?』発売。
  - 7月12日、club asiaにて「1stアルバム発売記念サプライズライブ」を行った。なお今のところ、これ以外にライブを行う予定はないとのこと。
- 2014年
  - 4月6日、六本木EX THEATERで行われたイベント「二重スリット実験」にて、CGキャラクター“Sun Forever”を新メンバーに、デビュー以来初となる公式ライブを行い4年ぶりに活動を再開。
  - 10月8日、1stアルバム『are u docono Softpunk!?』から4年ぶりの新曲「SARB」を発表。
- 2015年
  - 1月3日、HighSpeedBoyz公式アプリ「HSB」をGoogle PlayとApp Storeよりリリース。

## ディスコグラフィー
シングル
|     | 発売日         | タイトル                                         | 生産番号   |
| --- | -------------- | ------------------------------------------------ | ---------- |
| 1st | 2009年9月9日   | CHILDHOOD'S END/BAD CITY                         | VICL-36530 |
| 2nd | 2009年10月21日 | LONELY NIGHT                                     | VICL-36560 |
| 3rd | 2009年12月9日  | 叶えたい夢がある 〜4EVER BOYZ AND GIRLZ SPIRIT〜 | VICL-36570 |
| 4th | 2014年12月17日 | SARB                                             | XQMQ-1002  |

配信限定シングル
1. △ (2010年5月26日)

アルバム
|     | 発売日       | タイトル                | 生産番号   |
| --- | ------------ | ----------------------- | ---------- |
| 1st | 2010年7月7日 | are u docono Softpunk!? | VICL-63555 |

オリジナル曲(CD未収録曲、アプリ限定曲)
2013年
1. 僕なりの答え (JINのソロ曲。)
  - GReeeeNのLINEのデモ曲。
  - アプリのデモ曲。

2014年
1. innovator
  - アプリのデモ曲。
2. Re: Message
  - アプリのデモ曲。
3. i wanna rock
  - アプリのデモ曲。
4. I WANNA ROCK DEMO 4.0
  - アプリのデモ曲。
5. APPLE
  - GReeeeN ｢エレグリトリカルパレード｣ ライブの新曲。
  - アプリのデモ曲。
6. THIS IS JUST DEMO
  - インストゥルメンタル曲
  - アプリのデモ曲。
7. I Wanna drink tonight
  - GReeeeN ｢エレグリトリカルパレード｣ ライブの新曲。
  - アプリのデモ曲。
8. DEMO FOR WORK OUT
  - インストゥルメンタル曲
  - アプリのデモ曲。
9. xxx
  - アプリのデモ曲。
10. DEMO SONG
  - アプリのデモ曲。

2015年
1. BOOM BOOM
  - アプリのデモ曲。
2. Soooo sick!
  - アプリのデモ曲。

2016年
1. Collide FOR PROPAGANDA
  - My blue oceanのリスト曲。
  - アプリのデモ曲。
2. Runaway FOR PROPAGANDA
  - My blue oceanのリスト曲。
  - アプリのデモ曲。
3. Night 2 Dream About k tweaks Demo
  - My blue oceanのリスト曲。
  - アプリのデモ曲。
4. ハジメロ
  - アプリのデモ曲。

2017年
1. タイトル不明 (My blue oceanの曲)
  - My blue oceanのリスト曲。
2. the way (JIN remix)
  - 映画 ｢キセキ -あの日のソビト-｣ 挿入歌のJINバージョン。
  - アプリのデモ曲。

## 公式アプリ「HSB」
iOS,android端末向けの、無料の公式アプリが存在する。